# 民主聯盟
民主聯盟（みんしゅれんめい）は1998年（民国87年）6月24日に結党され、かつて存在した台湾の政党。党主席は徐成焜。
1998年結党直後の立法委員選挙で4議席を獲得した。民主聯盟から出馬した候補者の多くは中国国民党から離党した人物が多く、代表的な人物としては台北県の林志嘉、苗栗県に徐成焜、台東県の徐慶元、台南市の杜振栄等がいる。かつて緑色本土清新党から国大代表に出馬した高孟定（2004年は無党派として第五回立委に当選）もこの選挙では民主聯盟より出馬していた。
2018年解散。